# Флинт, Михаил Владимирович
Михаи́л Влади́мирович Флинт (род. 19 марта 1949, Москва) — российский биоокеанолог и фотограф.
Доктор биологических наук (2005), академик РАН (2019; член-корреспондент с 2016). Заместитель директора Института океанологии им. П. П. Ширшова РАН (с 1997), руководитель лаборатории экологии планктона там же (с 2003). С 2002 года профессор в Институте морских исследований Университета Аляски в Фербенксе.

## Биография
Родился в семье В. Е. Флинта и Т. Л. Муромцевой, дочери академика Л. А. Зенкевича. Последний, как и отец, оказали на М. В. Флинта огромное влияние.
В море попал впервые у Кольского берега, в 14-летнем возрасте, а в 16 лет — «я прошел пешком все побережье Чукотки — от поселка на мысе Шмидта и до мыса Дежнева», — вспоминал М. В. Флинт спустя годы.
Свои первые самостоятельные полевые исследования провёл у побережья Чукотки, собрав материал для первой публикации и дипломной работы — в 1967 году он поступил на биолого-почвенный факультет МГУ, специализировался по кафедре гидробиологии и окончил её в 1972 году. В том же году был принят в лабораторию планктона Института океанологии им. П. П. Ширшова АН СССР — ныне РАН, институт, в который впервые пришёл ещё до окончания вуза для подготовки дипломной работы, и в котором с 1974 года младший, с 1987 г. старший, с 1997 г. ведущий научный сотрудник и с того же года заместитель директора института, руководитель направления экологии морей и океана, с 2003 года заведующий лабораторией экологии планктона, также ныне главный научный сотрудник; председатель диссертационного совета при институте, член диссертационного совета при ИПЭЭ РАН.
В 1981 году защитил диссертацию «Элементы структуры мезопланктонных сообществ продуктивных районов южной части Тихого океана» и получил степень кандидата биологических наук, а в 2005 году — докторскую диссертацию «Роль шельфовых фронтов в формировании биологической продуктивности» по специальности гидробиология.
В 1992—1995 годах возглавлял Российско-Американский проект по региональной биоокеанологии в Беринговом море, а с 1999 г. возглавляет программу комплексных исследований экосистемы Чёрного моря. С 2002 года также профессор в Институте морских исследований Аляскинского университета в Фэрбанксе (США).
Участник более 30 морских экспедиций, работал во многих районах Мирового океана от Антарктики до Северного Ледовитого и от Берингова моря до тропических морей Сулу и Банда, последние годы возглавил крупные экспедиции в российскую Арктику — в Карское море, море Лаптевых и на Новую Землю.
Ведущий программы «У нас одна Земля» на Общественном телевидении России. Входит в учёный совет Московского центра Русского географического общества.
Заместитель главного редактора журнала «Океанология» (главный редактор с 2020), член редколлегий журналов «Биология внутренних вод» и «Водные ресурсы».
Опубликовал 150 научных работ.

## Общественная позиция
В феврале 2022 года подписал открытое письмо российских учёных и научных журналистов с осуждением вторжения России на Украину и призывом вывести российские войска с украинской территории.